# Zbigniew Żedzicki
Zbigniew Żedzicki (ur. 28 czerwca 1945 w Alfeld, Niemcy) – zapaśnik stylu wolnego, wielokrotny mistrz Polski, trzykrotny olimpijczyk; trener, górnik.

## Uczestniczył w trzech igrzyskach olimpijskich, zawsze w wadze koguciej
- Meksyk 1968 – 6. miejsce
- Monachium 1972 – 10. miejsce
- Montreal 1976 – 8. miejsce

Był trzykrotnym brązowym medalistą mistrzostw Europy (również w wadze koguciej) w 1968, 1972 i 1975.
Osiem razy zdobywał mistrzostwo Polski: w 1963 w wadze muszej, w 1967 w wadze koguciej oraz w 1969, 1072, 1973, 1974, 1975 i 1976 w wadze piórkowej.

## Reprezentant klubów
- MZKS Dąbrowa Górnicza (1959–1966),
- Górnika Wesoła (1967–1971)
- GKS Tychy (1972–1976)

Po zakończeniu kariery został trenerem.